# Рождество Христово
Рождество́ Христо́во (в Русской православной церкви — Рождество́ по пло́ти Господа Бога и Спаси́теля нашего Иисуса Христа, др.-греч. Ἡ κατὰ σάρκα Γέννησις τοῦ Κυρίου καὶ Θεοῦ καὶ Σωτῆρος ἡμῶν Ἰησοῦ Χριστοῦ, церк.-слав. Є҆́же по пло́ти ржⷭ҇тво̀ гдⷭ҇а бг҃а и҆ сп҃са на́шегѡ і҆и҃са хрⷭ҇та̀, у старообрядцев Рожество́ Христово) — один из главных христианских праздников, установленный в честь рождения во плоти Иисуса Христа от Девы Марии.
В православии входит в число господских двунадесятых праздников и предваряется 40-дневным Рождественским постом. Иерусалимская, Русская, Сербская, Грузинская, Польская, Македонская православные церкви, Украинская православная церковь (УПЦ-МП), а также старообрядцы и старостильные церкви празднуют 25 декабря (7 января). Константинопольская, Александрийская, Антиохийская, Румынская, Болгарская, Кипрская, Элладская, Албанская, Чешских земель и Словакии, Американская православные церкви, Православная церковь Украины и Украинская грекокатолическая церковь празднуют 25 декабря по новоюлианскому календарю. Католическая и протестантские церкви — 25 декабря по григорианскому календарю. Армянская апостольская церковь — 6 января по григорианскому календарю.

## События Рождества Христова

### Канонические тексты
Согласно указу императора, для облегчения ведения переписи каждый житель империи должен был явиться «в свой город». Так как Иосиф был потомком Давида и Мария была обручена с Иосифом, то они направились в Вифлеем.
После рождения Иисуса первыми из людей ему пришли поклониться пастухи, извещённые об этом событии явлением ангела. Согласно евангелисту Матфею, на небе была явлена чудесная звезда, которая привела к младенцу Иисусу волхвов. Они преподнесли дары — золото, ладан и смирну; не как младенцу, а как Царю (Мф. 2:1-3). К тому времени Святое семейство уже нашло приют «в доме» (Мф. 2:1-11).
Узнав о рождении Мессии и желая Его уничтожить, царь Иудеи Ирод приказал убить всех младенцев в возрасте до двух лет. Однако Христос был чудесно спасён от смерти, потому что ангел повелел Иосифу бежать в Египет вместе с семьёй, где они и жили до смерти Ирода (Мф. 2:16).

### Апокрифические источники
Рассказ о подробностях рождения Иисуса Христа присутствует в двух апокрифических источниках: «Протоевангелии Иакова» и «Евангелии Псевдо-Матфея». Согласно этим источникам, из-за отсутствия места в гостинице Иосиф и Мария вынуждены были переночевать в пещере, которая использовалась в качестве хлева для укрытия скота от непогоды.
Когда Мария почувствовала наступление родов, Иосиф пошёл искать повитуху, но когда возвратился с ней к пещере, то роды уже произошли, а «в пещере засиял такой свет, что они не могли вынести его, а немного времени спустя свет исчез и явился младенец, вышел и взял грудь матери своей Марии». По утверждению Киприана Карфагенского, Мария «не нуждалась ни в каких услугах со стороны бабки, но Сама была и родительницей, и рождению служительницей, и поэтому воздаёт Младенцу Своему благоговейное попечение». Он писал, что рождение Христа произошло до того, как Иосиф привёл повитуху, которую звали Саломеей. При этом эта женщина называется старицей и сродницей Марии, то есть происходящей из рода царя Давида.

## История появления праздника и установление даты

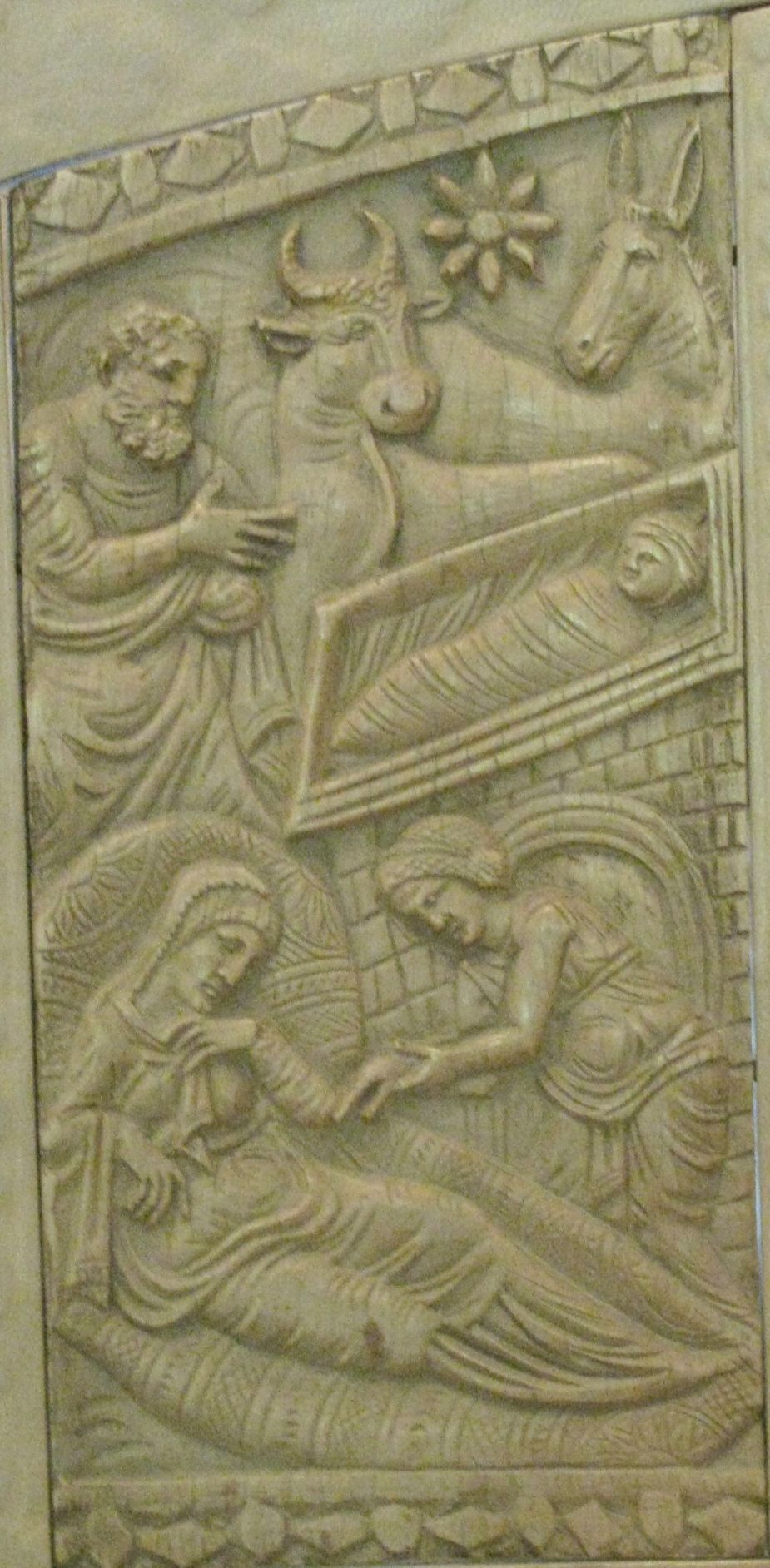
Рождество Христово (кафедра Максимиана, слоновая кость, 550 год)

Христиане Востока до IV века не отмечали Рождество, так как унаследовали ветхозаветный взгляд на день рождения как день начала страданий.
Для ранних христиан более важным с вероучительной точки зрения было ежегодное воспоминание страданий и смерти Спасителя и еженедельное воспоминание Его воскресения (Пасха).
Большинство христианских конфессий считают Иисуса Христа Богом с момента его воплощения, поэтому Его крещение назвали Богоявлением. До IV века Крещение и Рождество Христово праздновались совместно 6 января и в этот день вспоминались события не только крещения Христа в Иордане и Его рождение, но и поклонение волхвов, претворение воды в вино на браке в Кане Галилейской, насыщение множества народа (в Африканской Церкви) в смысле проявления Божественной силы Спасителя.
Согласно профессору, епископу Феодору (Смирнову), празднование 25 декабря, как дня рождения Иисуса Христа, существовало на Западе уже во времена Климента Александрийского (конец II — начало III века) параллельно с празднованием Богоявления 6 января. Согласно профессору М. Н. Скабаллановичу, впервые праздник Рождества Христова был отделён от праздника Крещения в Римской церкви в первой половине IV века.
25 декабря как день «рождения Христа в Вифлееме Иудейском» впервые упоминает римский Хронограф 354 года, основывающийся на календаре, восходящем к 336 году. В тот же день там отмечен римский гражданский праздник с тридцатью гонками колесниц в честь Дня рождения непобедимого Солнца (Dies Natalis Solis Invicti), который не упоминается в других римских календарях. Это относительно позднее свидетельство наводит на мысль, что Рождество было пост-Никейским праздником, учреждённым в пику и как реакция на этот языческий праздник, установленный в 274 году императором Аврелианом. С другой стороны, по словам археолога С. Хийманса, нет прямых свидетельств того, что этот праздник был установлен Аврелианом и что он древне́е праздника Рождества Христова, поэтому нельзя исключать обратную связь — учреждение языческого праздника в ответ на христианский. Распространена точка зрения, что праздник Рождества 25 декабря был установлен первым христианским императором Константином Великим в 325 году на Первом Никейском соборе, однако эта точка зрения не находит подтверждения в источниках того времени. Согласно другой точке зрения, донатисты праздновали Рождество ещё до IV века (возможно, уже в 243 году).
На Востоке отдельный праздник в честь Рождества Христова, празднуемый 25 декабря, появился в последней четверти IV века, а в Палестине лишь после указа императора Юстиниана I (560—561 гг.). Согласно архиепископу Сергию (Спасскому), Римская церковь издревле праздновала Рождество Христово 25 декабря, а с IV века по её примеру в этот день этот праздник стали праздновать и на Востоке.
Датой празднования Благовещения было установлено 25 марта (в амвросианском обряде воспоминанию Благовещения посвящено последнее (шестое) воскресение Адвента, в мосарабском — 18 декабря). Прибавление к этой дате девяти месяцев (период беременности человека) даёт 25 декабря. Как раз на 25 декабря тогда же (при Юлии Цезаре) приходился день зимнего солнцестояния, после которого продолжительность светового дня в Северном полушарии Земли начинает прибывать, что послужило поводом объявить 25 декабря днём рождения непобедимого Солнца. Для христиан Солнцем Правды (Мал. 4:2) является Иисус Христос, поэтому раннехристианские апологеты активно использовали астрономическую символику зимнего солнцестояния.
Однако, уже к моменту повсеместного закрепления церковного празднования Рождества Христова на 25 декабря в IV веке, из-за неточности юлианского календаря, день зимнего солнцестояния за прошедшие четыре столетия сместился уже на три дня и стал приходиться уже не на 25 декабря, а на 22 декабря, а в високосные годы — даже на 21 декабря. Аналогичное изменение произошло и с празднованием Благовещения, когда весеннее равноденствие стало наблюдаться уже не 25 марта, как при Юлии Цезаре в 46 году до н. э., а на несколько дней раньше — 22 марта, а в високосные годы — 21 марта.
В настоящее время Римско-католическая церковь и большинство протестантских церквей празднуют Рождество 25 декабря по григорианскому календарю.
Иерусалимская, Русская, Сербская, Грузинская, Польская, Македонская православные церкви, Афон, а также восточнокатолические церкви празднуют Рождество 25 декабря по юлианскому календарю, что в XX—XXI веках соответствует 7 января по григорианскому календарю.
Константинопольская (кроме Афона), Александрийская, Антиохийская, Болгарская, Кипрская, Румынская, Элладская, Албанская, Чешских земель и Словакии, Американская православные церкви, Православная церковь Украины празднуют 25 декабря по новоюлианскому календарю, который до 1 марта 2800 года совпадает с григорианским календарём, то есть одновременно с другими христианскими конфессиями, отмечающими Рождество по «новому стилю».
Особая ситуация с празднованием Рождества сложилась в Японской православной церкви. Хотя Японская церковь является автономной частью Русской, в которой принято праздновать Рождество Христово 25 декабря (7 января), этой традиции следует лишь часть приходов Японской православной церкви, а в большинстве приходов празднуют 25 декабря по новому стилю.
Среди Древневосточных православных церквей Армянская апостольская церковь празднует Рождество 6 января в один день с Крещением Господним под общим именем Богоявления (в Иерусалимском патриархате Армянской апостольской церкви Богоявление празднуется по юлианскому календарю и соответствует 19 января по новому стилю). Коптская православная церковь празднует Рождество 29 числа месяца хойяк по коптскому календарю (в XX—XXI веках соответствует 7 января по новому стилю), Эритрейская православная церковь и Эфиопская православная церковь — 29 числа месяца тахсас по эфиопскому календарю (в XX—XXI веках соответствует 7 января по новому стилю). В високосные годы празднование Рождества переносится на 28 число месяца хойяк/тахсас для сохранения интервала в 275 дней между Благовещением и Рождеством. В этом случае праздник в XX—XXI веках также соответствует 7 января по новому стилю (в високосном году).

## Рождество в христианском богослужении

### Рождество в богослужении Православной церкви
В иерархии праздников Русской православной церкви Рождество занимает второе место после Пасхи. Ему предшествует 40-дневный рождественский пост, неделя праотцев, неделя отцев, особая суббота перед Рождеством, предпразднство и рождественский сочельник, а продолжается Рождество попразднством и святками.
В преддверии Рождества и в сам праздник, помимо описанной в Евангелии рождественской тематики, почитаются и ветхозаветные прообразы этого события — например, спасение трёх отроков в печи вавилонской, ставшее прообразом воплощения Сына Божия от Девы Марии и славословие ими Бога, изумление царя Навуходоносора с сатрапами по случаю их спасения (Дан. 3:95-100). Также в церковных песнопениях присутствуют славословия Бога ангелами и пастырями, поклонение волхвов, пришедших с подарками к Иисусу Христу (Мф. 2:10, 11).
Тексты богослужебных последований праздника содержатся в Минее, а порядок их совершения — в Типиконе.

В этих песнопениях (трипеснцах и канонах) отражена основная богословская мысль о том, что воплощение Слова Божия, будучи Его «истощанием» (кенозисом), Его уничижением, явилось для Него своего рода Крестом, первым Крестом, может быть, менее лёгким, чем Крест последний, то есть Распятие. Сын Божий, воплотившись, принимает «перстность» человеческого естества, принимает образ «раба».
Богослужение Рождества Христова имеет значительные отличия от богослужения прочих двунадесятых праздников. Так, в состав всенощного бдения накануне праздника входит великое повечерие (как и в канун Богоявления) вместо Великой вечерни (как в остальные двунадесятые праздники).
В праздник Рождества Христова православные приветствуют друг друга словами: «Христос родился!», отвечая на них — «Славим Его!».
Русская православная церковь с 1814 года (согласно указу Александра I) в самый день Рождества празднует также и воспоминание избавления Церкви и державы Российския от нашествия галлов и с ними двадесяти язык.
В 1923 году на Всеправославном Соборе в Константинополе представителями 11 автокефальных православных церквей было принято решение о переходе на «новоюлианский календарь» (в настоящее время совпадает с григорианским). В наше время по новому стилю Рождество отмечают Константинопольская, Александрийская, Антиохийская, Румынская, Болгарская, Кипрская, Элладская, Албанская, Чешских земель и Словакии, Американская православные церкви, Православная церковь Украины. 5 Поместных церквей — Иерусалимская, Русская, Сербская, Грузинская, Польская, Македонская следуют юлианскому календарю. Также Рождество 25 декабря (7 января) празднуют в Афонских монастырях. Юлианскому календарю следуют также все «старокалендарные» деноминации греческой Церкви, а также истинно-православные синоды, отделившиеся от вышеперечисленных автокефалий и патриархатов.
|                   | Греческий текст | Церковнославянский текст (транслитерация) | Русский текст |
| ----------------- | --- | --- | --- |
| Тропарь, глас 4-й | Ἡ γέννησίς σου Χριστὲ ὁ Θεὸς ἡμῶν, ἀνέτειλε τῷ κόσμῳ, τὸ φῶς τὸ τῆς γνώσεως·ἐν αὐτῇ γὰρ οἱ τοῖς ἄστροις λατρεύοντες, ὑπὸ ἀστέρος ἐδιδάσκοντο·σὲ προσκυνεῖν, τὸν Ἥλιον τῆς δικαιοσύνης, καὶ σὲ γινώσκειν ἐξ ὕψους ἀνατολήν, Κύριε δόξα σοι. | Рождество́ Твое́ Христе́ Бо́же наш, возсия́ ми́рови свет Ра́зума: в Нем бо звезда́м служа́щии, звездо́ю уча́хуся, Тебе́ кла́нятися Со́лнцу пра́вды, и Тебе́ ве́дети с высоты́ восто́ка: Го́споди сла́ва Тебе́.       | Рождество Твоё, Христе Боже наш, озарило мир светом знания, ибо чрез него звёздам служащие звездою были научаемы Тебе поклоняться, Солнцу правды, и знать Тебя, с высоты Восходящее Светило. Господи, слава Тебе! |
| Кондак, глас 3-й  | Ἡ Παρθένος σήμερον, τὸν ὑπερούσιον τίκτει, καὶ ἡ γῆ τὸ Σπήλαιον, τῷ ἀπροσίτῳ προσάγει. Ἄγγελοι μετὰ Ποιμένων δοξολογοῦσι. Μάγοι δὲ μετὰ ἀστέρος ὁδοιποροῦσι·δι' ἡμᾶς γὰρ ἐγεννήθη, Παιδίον νέον, ὁ πρὸ αἰώνων Θεός.                        | Де́ва днесь Пресу́щественнаго ражда́ет, и земля́ верте́п Непристу́пному прино́сит: А́нгели с па́стырьми славосло́вят, волсви́ же со звездо́ю путеше́ствуют: нас бо ра́ди роди́ся Отроча́ мла́до, Преве́чный Бог. | Дева в сей день Сверхсущественного рождает, и земля пещеру Неприступному приносит; Ангелы с пастухами славословят, волхвы же за звездою путешествуют, ибо ради нас родилось Дитя младое, предвечный Бог!          |

### Рождество в богослужении Римско-католической церкви

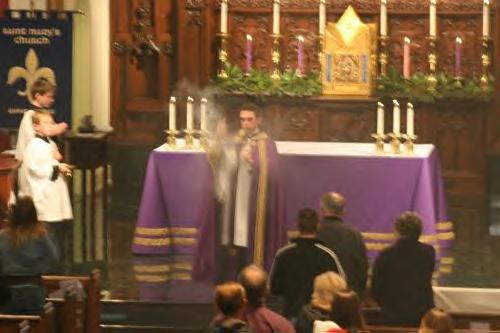
Церковь Святой Марии, Гринвилл, Южная Каролина, Адвентическая Вечерня

В иерархии праздников Римско-католической церкви Рождество занимает второе место после Пасхи. Празднованию Рождества Христова в католическом литургическом календаре предшествует период Адвента. Он всегда начинается за 4 воскресенья до Рождества; фактическая его длительность зависит от того, на какой день в этом году приходится Рождество. Ранее Адвент считался периодом поста. Современные правила обязательного поста не предписывают, хотя многие католики принимают на этот период постные постановления. Адвент рассматривается как время усиленного покаяния — верным рекомендуется приступить к таинству исповеди; духовенство носит облачения фиолетового, покаянного, цвета. Это период ожидания праздника Рождества и размышлений о приходе Христа на землю: как в Рождестве, так и во Втором Пришествии.
Богослужения каждого из четырёх воскресений Адвента имеют определённую тематику, отражающуюся в евангельских чтениях: первое посвящено пришествию Христа в конце времён; второе и третье отражают переход от Ветхого к Новому Завету, в третье воскресенье особо вспоминается служение Иоанна Крестителя; четвёртое посвящено евангельским событиям, непосредственно предшествовавшим Рождеству.
С периодом Адвента связано несколько традиций, таких, как рождественский венок, рождественский календарь и другие.

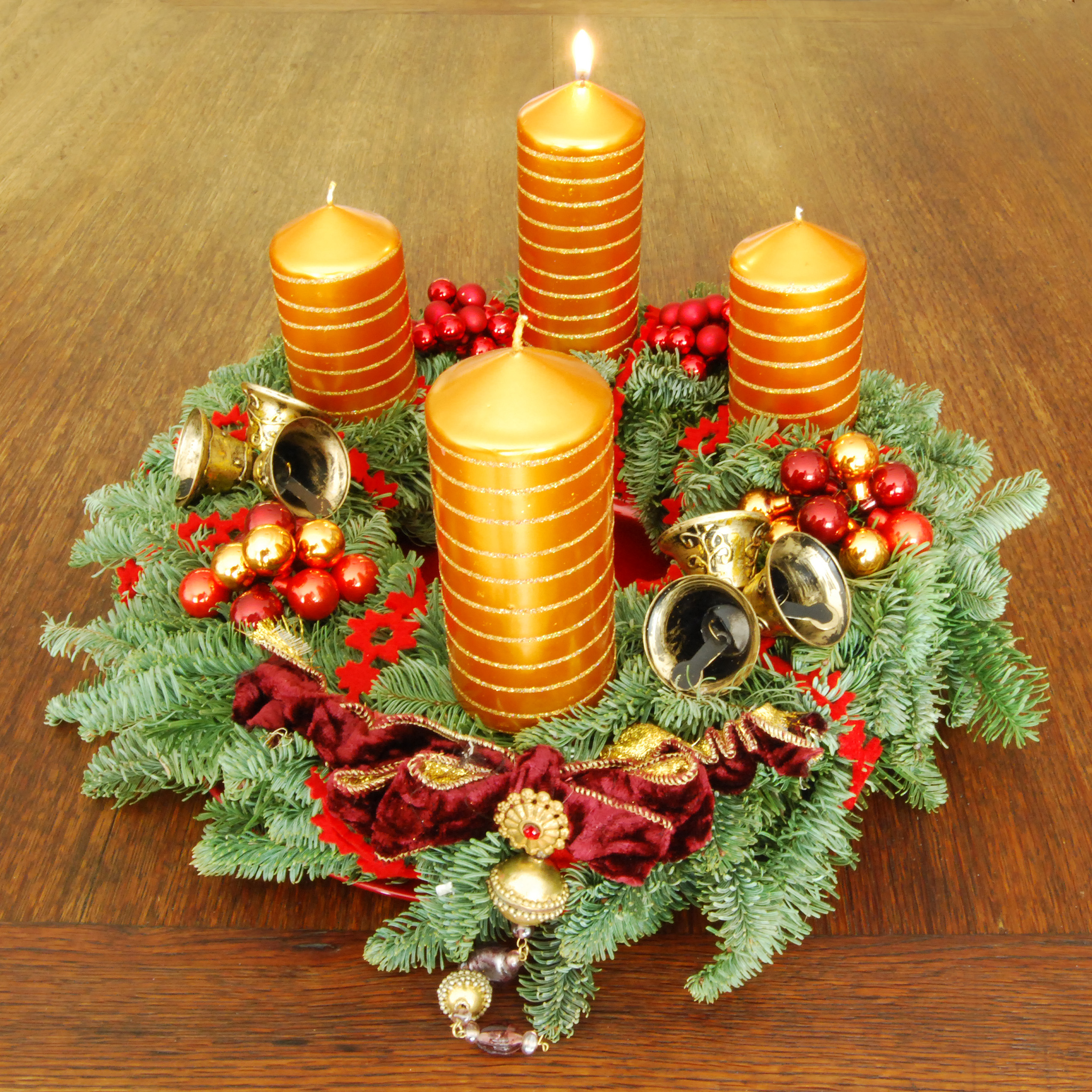
Рождественский венок в первое воскресенье адвента

24 декабря в Рождественский сочельник начинается вигилия (от лат. vigilia, бдение), всенощная служба. Во многих странах в этот день верующие соблюдают строгий пост. Входное песнопение этого дня — «Вот уже пришла полнота времён, когда послал Бог Сына Своего на землю» подчёркивает значение наступающего праздника.
Накануне Рождества вечером положена особая месса, называемая Месса Навечерия Рождества (Ad Missam in Vigilia). В самый же день Рождества, 25 декабря, могут быть совершены три различные мессы — Месса ночью (Ad Missam in nocte), Месса на заре (Ad Missam in aurora) и Месса днём (Ad Missam in die), имеющие несколько различные последования и разные чтения Писания. В Средневековье эти три мессы символически рассматривались как три рождения Христа — от Отца прежде всех веков, от Марии в человеческом воплощении и мистически в душах верующих. В некоторых странах Восточной и Центральной Европы эти три мессы именуются ангельской, пастырской и царской по евангельским чтениям, повествующих о поклонении Младенцу соответственно ангелов, пастухов и царей. При этом на практике, особенно в приходских храмах, первая рождественская месса часто совершается ещё накануне вечером. Литургические песнопения этой мессы отличаются большой торжественностью. По традиции в ходе этой мессы предстоятельствующий на ней священник кладёт в рождественский вертеп фигурку Младенца.
С 1978 года, после избрания Папой Иоанна Павла II, в Ватикане после большого перерыва были возобновлены всенощные рождественские мессы, также известные как Пастырские. Эти мессы были приняты в христианской церкви с V века, однако с XVIII века эта традиция в Западной Европе почти прекратилась (Польша оставалась одной из немногих католических стран, где всенощные рождественские службы продолжались повсеместно). Папа-поляк Иоанн Павел II официально вернул всенощную рождественскую службу в обиход Ватикана, эту традицию продолжил его преемник — Бенедикт XVI.
Праздник Рождества продолжается восемь дней — с 25 декабря по 1 января — образующих Октаву Рождества. На 26 декабря выпадает праздник святого мученика Стефана, 27 декабря празднуется память святого апостола и евангелиста Иоанна Богослова, 28 декабря — Невинных Младенцев Вифлеемских. В воскресенье, выпадающее на один из дней с 26 по 31 декабря, или 30 декабря, если в данном году на эти дни не выпадает воскресенья, отмечается праздник Святого семейства: Младенца Иисуса, Марии и Иосифа. 1 января отмечается Торжество Пресвятой Богородицы.
Рождественское время продолжается и после окончания Октавы Рождества. По древней традиции, Рождество праздновалось, по аналогии с Пасхой, 40 дней, вплоть до праздника Сретения. Крещение же Господне отмечалось 13 января, в октаву Богоявления. Эта практика до сих пор сохранилась у католиков, придерживающихся традиционного обряда. В современном же обряде Рождественское время завершается праздником Крещения, который, в свою очередь, приходится на первое воскресенье за Богоявлением, 6 января. (Однако во многих странах, особенно в Европе, принято переносить некоторые церковные праздники на ближайшее воскресенье. Список этих праздников в каждой стране свой. В этом случае, если Богоявление попадает в число таких праздников, оно переносится на воскресенье между 2 и 8 января. Крещение же отмечается в воскресенье после 6 января. Если же это воскресенье уже «занято» праздником Богоявления, то Крещение, и, соответственно, завершение Рождественского периода, переносятся на ближайший понедельник). В течение всего Рождественского времени духовенство на литургии облачается в одеяния белого, праздничного цвета.

## Иконография Рождества Христова

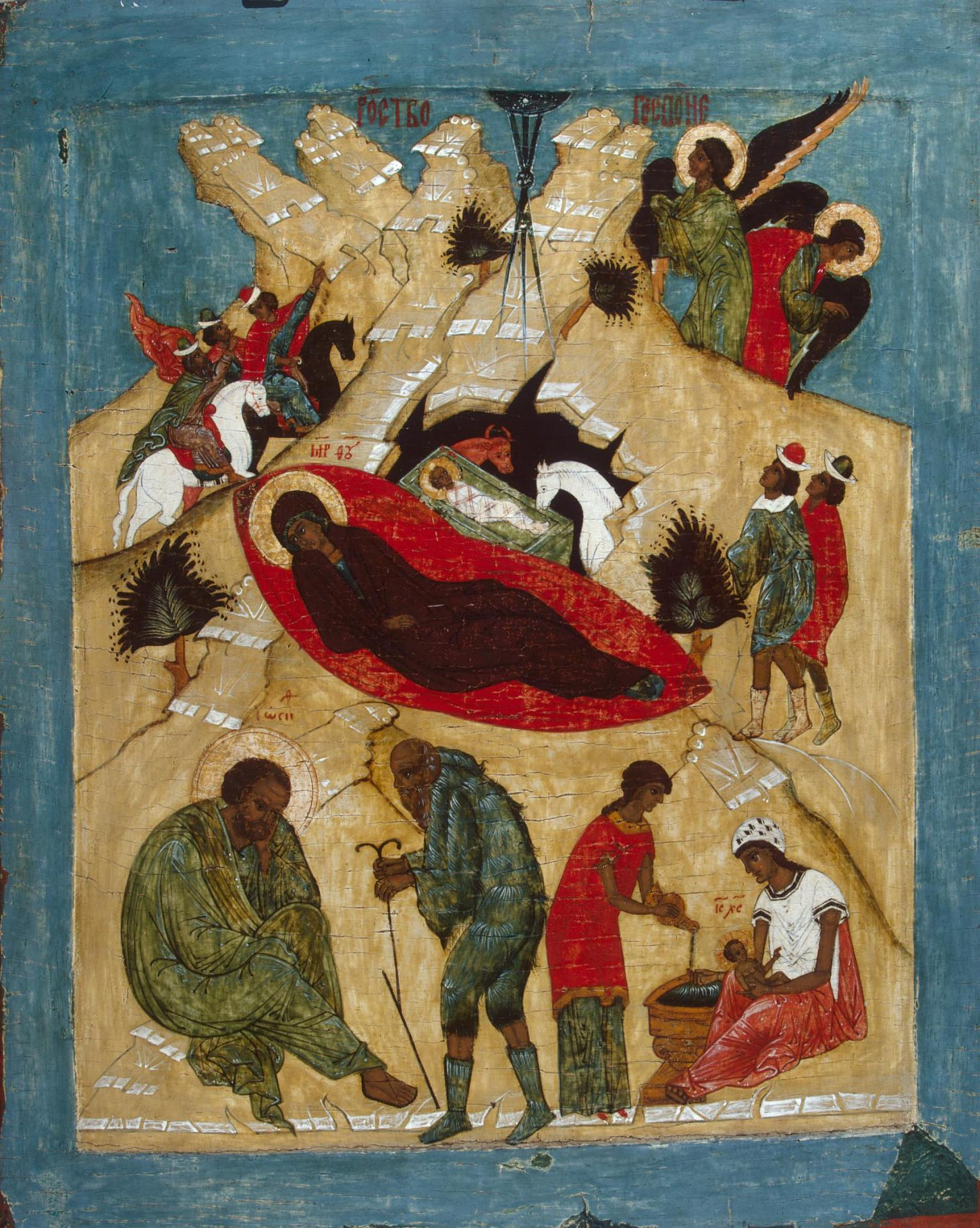
Икона «Рождество Христово», Новгород, XVI век

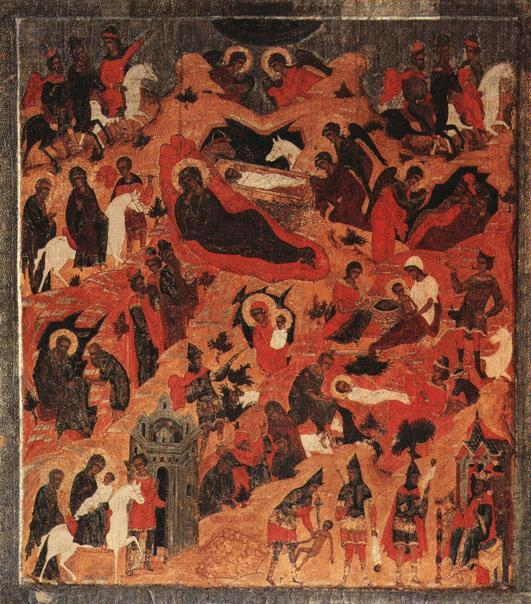
Икона «Рождество Христово», из Христорождественского собора города Каргополя, XVI век

Самые ранние дошедшие образы с изображением собственно Рождества относятся к первой половине III века и сохранились в основном на территории Италии. Каноническая иконография праздника окончательно сформировалась в Византии примерно в IX—X веках. В основании иконографии лежат описания события Рождества в Евангелии от Матфея (1:18 — 2:12), Евангелии от Луки (2:1—20) и церковном Предании. Иконография праздника относится к многосюжетному типу, на одной иконе изображается несколько сцен, посвящённых событию Рождества.
Центральным сюжетом на иконе является изображение Божией Матери и Богомладенца Христа в пещере (вертепе). Гора, в которой находится пещера, ассоциируется с Богоматерью, пещера же, в таком случае, может быть истолкована как Её чрево. Пещера символизирует также падший мир, в котором воссияло «Солнце правды» Христос. Богородица на византийских и русских иконах обычно изображается возлежащей на одре, что подчёркивает реальность Рождества. Богомладенец Иисус Христос изображается лежащим в яслях (кормушке для скота), в которые Мария, спеленав, положила Младенца (Лк. 2:7). Святитель Иоанн Златоуст говорит, что ясли изображают Престол небесный. Ясли являются также прообразом смертного одра для тела умершего Господа, а младенческие пелёнки — погребальных пелён.
Рядом с яслями изображают осла и вола, которые, по преданию, присутствовали при рождении Спасителя и согревали своим дыханием Новорождённого. Изображение животных так же связывается со словами пророчества Исаии: «Вол знает владетеля своего и осёл — ясли господина своего; а Израиль не знает Меня, народ Мой не разумеет» (Ис. 1:3). Вол на иконе толкуется, как символ рождённых в законе, Израиля, а осёл — символ язычников.
Вверху, в сегменте неба, на иконах размещается изображение звезды, из которого иногда исходит луч. Звезда определяет ось композиции, и луч, падающий на ясли Младенца, указывает главное чудо этого момента — Рождение «Сущего прежде век». В некоторых случаях звезда изображается спускающейся в широком луче из небесного полукруга. Сходящий с неба луч разделяется у звезды на три — символ Пресвятой Троицы.
Также на иконе Рождества изображаются волхвы, идущие в Вифлеем поклониться Мессии и принести Ему дары — золото, ладан и смирну, и пастухи, которые получили весть о рождении Спасителя от ангелов. В правом верхнем углу иконы по традиции пишутся образы ангелов, которые славословят рождение Иисуса Христа.
В правом нижнем углу иконы изображается сюжет омовения Богомладенца Христа после родов, связанный с рассказом апокрифа Протоевангелия Иакова о не поверившей в девственное рождение повивальной бабе Саломее. Изображение Саломеи, купающей младенца Христа и служанки (или другой повитухи, которая именуется иногда Зеломией) льющей воду в купель, акцентирует истинность пришествия Бога во плоти.
В левом нижнем углу по обычаю изображаются праведный Иосиф, который сидит у ног Пресвятой Богородицы, и рядом фигура святого пророка Исайи, который ещё в ветхозаветные времена предрёк рождение Мессии от Девы (Ис. 7:14).
В композицию также могут входить сцена на которой ангелы приносят пастухам весть о рождении Мессии, сцены избиения младенцев, отхода волхвов, бегства Святого семейства в Египет (Мф. 2:13) и другие сюжеты рождественского цикла.

## Государства, в которых Рождество Христово — выходной день

Рождество —, и выходной

39 стран, где Рождество и

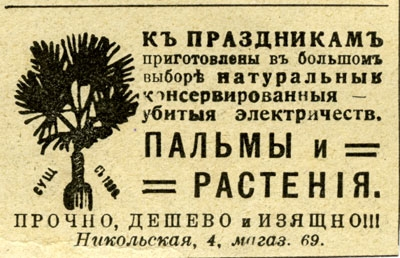
К рождественским праздникам — пальмы и растения. Москва, 1906

В списке представлены страны, в которых выходными днями (государственными праздниками), являются Рождественский сочельник (день перед Рождеством), Рождество Христово, Второй день Рождества и День подарков (26 декабря).

### Один выходной день
- Австрия — 25 декабря
- Аргентина — 25 декабря
- Армения — 6 января
- Бельгия — 25 декабря
- Боливия — 25 декабря
- Бразилия — 25 декабря
- Греция — 25 декабря
- Грузия — 7 января
- Египет — 7 января
- Иордания — 25 декабря
- Ирландия — 25 декабря
- Испания — 25 декабря
- Италия — 25 декабря
- Казахстан — 7 января
- Кыргызстан — 7 января
- Куба — 25 декабря
- Ливан — 25 декабря
- Мексика — 25 декабря
- Мьянма — 25 декабря
- Португалия — 25 декабря
- Россия — 7 января
- Республика Корея — 25 декабря
- Северная Македония — 7 января
- Сербия — 7 января
- Франция — 25 декабря
- Украина — 25 декабря
- Хорватия — 25 декабря
- Эфиопия — 7 января

### Два выходных дня
- Австралия — 25 декабря, 26 декабря[38]
- Беларусь — 25 декабря, 7 января
- Великобритания — 25 декабря, 26 декабря[38]
- Венгрия — 25 декабря, 26 декабря[38]
- Венесуэла — 24 декабря[39], 25 декабря
- Гайана — 25 декабря, 26 декабря[38]
- Германия — 25 декабря, 26 декабря
- Дания — 25 декабря, 26 декабря
- Канада — 25 декабря, 26 декабря[38]
- Люксембург — 24 декабря[39], 25 декабря
- Нидерланды — 25 декабря, 26 декабря
- Норвегия — 25 декабря, 26 декабря[38]
- Польша — 25 декабря, 26 декабря
- Румыния — 25 декабря, 26 декабря
- США — 25 декабря, 26 декабря[40]
- Суринам — 25 декабря, 26 декабря[38]
- Швеция — 25 декабря, 26 декабря[38]
- Эритрея — 25 декабря, 7 января

### Три выходных дня
- Болгария — 24 декабря, 25 декабря, 26 декабря[41]
- Исландия — 24 декабря, 25 декабря, 26 декабря
- Латвия — 24 декабря, 25 декабря, 26 декабря[42]
- Литва — 24 декабря, 25 декабря, 26 декабря[43]
- Молдова — 25 декабря, 7 января, 8 января[44]
- Словакия — 24 декабря[39], 25 декабря, 26 декабря
- Финляндия — 24 декабря, 25 декабря, 26 декабря[38]
- Черногория — 6 января[39], 7 января, 8 января
- Чехия — 24 декабря[39], 25 декабря, 26 декабря
- Эстония — 24 декабря, 25 декабря, 26 декабря[38]

## Рождество в светской культуре

### Художественная литература
- Рождественский рассказ (жанр календарной литературы)
- Сказка «Бабушка и три царя» (сюжет, бытующий в западной культуре под видом русской сказки)
- Н. Гоголь «Ночь перед Рождеством» (повесть)
- Ч. Диккенс «Рождественские повести» (The Christmas books)
- А. Чехов «В рождественскую ночь» (рассказ)
- О. Генри «Дары волхвов» (новелла)
- Б. Пастернак «Рождественская звезда» (стихотворение)
- А. Башлачёв «Рождественская» (стихотворение).
- Blackmore’s Night «We Wish You A Merry Christmas» (песня)
- Юстейн Гордер «Рождественская мистерия» (повесть)
- Иосиф Бродский «24 декабря 1971 года» (стихотворение)

### Фильмы
- 1913 — «Ночь перед Рождеством», режиссёр — Владислав Старевич;
- 1944 — «Черевички», режиссёр — Михаил Шапиро, Надежда Кошеверова;
- 1946 — «Эта прекрасная жизнь», режиссёр — Фрэнк Капра;
- 1961 — «Вечера на хуторе близ Диканьки», режиссёр — Александр Роу;
- 1983 — «Вечера на хуторе близ Диканьки», режиссёр — Юрий Ткаченко;
- 1984 — «Рождественская история», режиссёр — Клайв Доннер;
- 1989 — «Рождественские каникулы», режиссёр — Джеримайя Чечик;
- 1990 — «Один дома», режиссёр — Крис Коламбус;
- 1992 — «Один дома 2: Потерявшийся в Нью-Йорке», режиссёр — Крис Коламбус;
- 1993 — «Кошмар перед Рождеством», режиссёр — Генри Селик;
- 1997 — «Рождество» (мультфильм), режиссёр — Михаил Алдашин;
- 2001 — «Вечера на хуторе близ Диканьки», режиссёр — Семён Горов;
- 2004 — «Ноэль», режиссёр — Чезз Палминтери;
- 2007 — «Рождественская история», режиссёр — Юха Вуолийоки;
- 2008 — «Четыре Рождества», режиссёр — Сет Гордон;
- 2009 — «Рождественская история», режиссёр — Роберт Земекис.
- 2019 — «Рождество на двоих», режиссёр — Пол Фиг.
- 2020 — «Самый счастливый сезон» — Клеа Дювалл

### Филателия

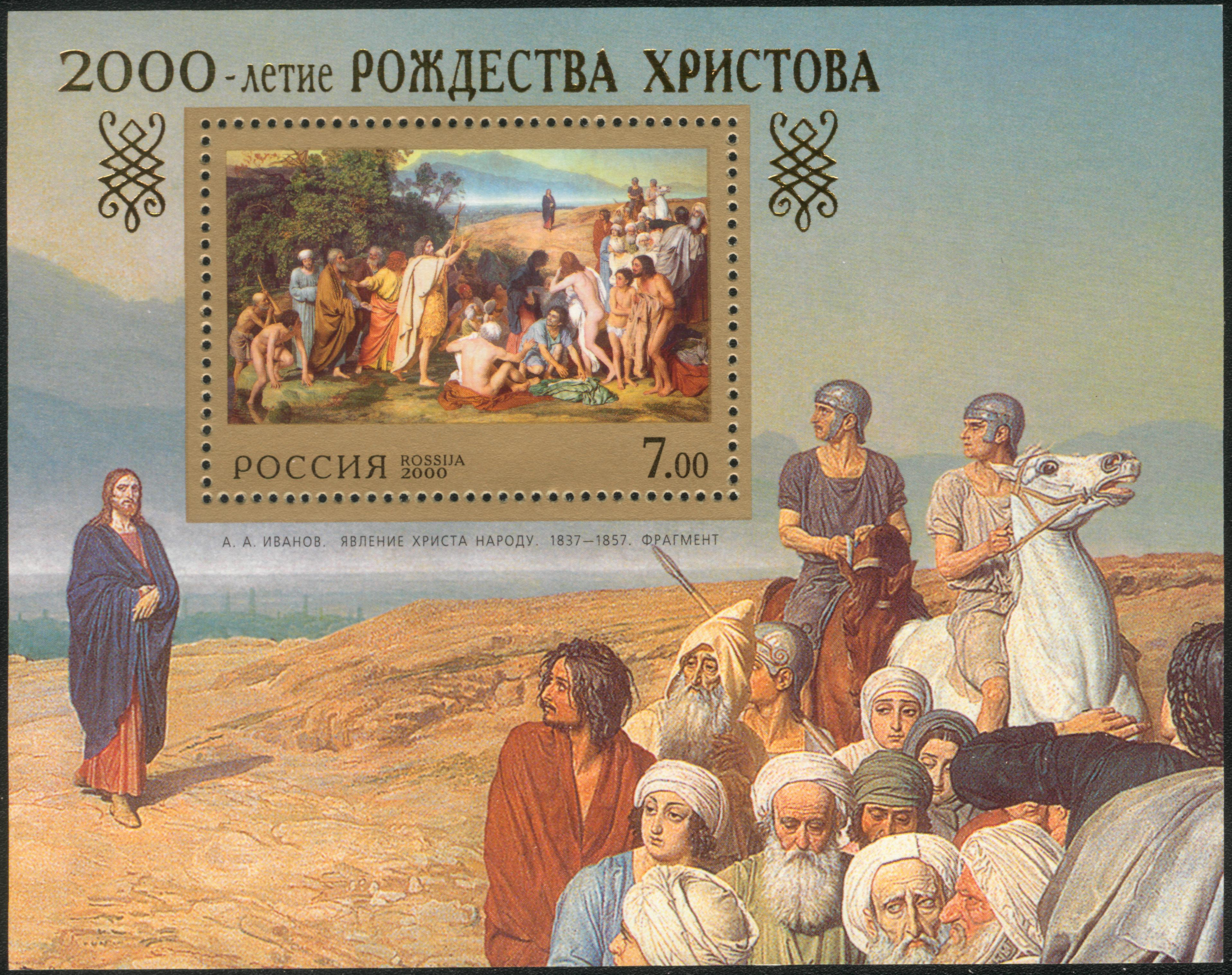
2000-летие Рождества Христова на почтовом блоке России 2000 года с картиной А. А. Иванова «Явление Христа народу», хранящейся в Государственной Третьяковской галерее

К Рождеству различными странами мира было выпущено множество рождественских марок и почтовых блоков.

### Празднование Рождества нехристианами
Среди нехристиан во многих культурах Рождество связывается, прежде всего, с ёлкой, дарением подарков и загадыванием желаний. Обычай дарить на Рождество подарки всячески поощряется продавцами, что привело к коммерциализации Рождества. В период перед Рождеством выручка специализированных магазинов может составить половину и более выручки за остальной год.
В большинстве стран мира Рождество является государственным праздником, либо этот день объявлен выходным. Это подвергается критике со стороны некоторых представителей других вероисповеданий и атеистов как нарушение права на свободу совести и отделения религии от государства. При этом в странах, где Рождество не является общенациональным праздником, в качестве государственных праздников, как правило, установлены праздники других религий (Марокко) или жители лишены права на свободу вероисповедания и установлен государственный атеизм по коммунистическому образцу (Китай).
В США общественный деятель и атеист по убеждениям Ричард Столлман предложил отмечать 25 декабря день рождения Исаака Ньютона как символ торжества человеческой науки.

### Отказ от празднования в христианских и парахристианских конфессиях
Несмотря на то, что Рождество считается христианским праздником, некоторые протестантские конфессии его отвергли. Например, в 1659 году в Новой Англии пуритане (кальвинисты) приняли решение запретить Рождество, то есть запрещать в этот день отпрашиваться с работы, петь и устраивать совместные трапезы. Пастор-конгрегационалист Коттон Матер считал празднование Рождества аморальным и греховным.
Свидетели Иеговы, в свою очередь, считают, что Христос родился в начале октября, поскольку это время, когда на пастбища выводят пастись овец, и пастухи держат ночную стражу в полях, указывая на то, что декабрь и январь слишком холодные для этого месяцы в гористой местности Иудеи, где находился Вифлеем. Другим основанием считать временем рождения Иисуса Христа осень, а не зиму, для них служит библейская хронология, согласно которой Иисус был казнён в возрасте 33 с половиной лет, а казнён он был, как известно, весной, во время иудейской Пасхи. Третье косвенное подтверждение этого вывода они видят в сообщении апостола и евангелиста Луки о переписи по указу цезаря Августа, согласно которому каждый должен был пройти перепись в своём родном городе по всей Римской империи. Подобное мероприятие вряд ли могло происходить зимой, когда путешествие могло быть очень затруднительным и дорогостоящим.

### В Российской империи, в Советском Союзе и Российской Федерации
В Российской империи Рождество пышно праздновалось на государственном уровне. В Советском Союзе до 1929 года Рождество было государственным праздником и выходным днём и отмечалось по григорианскому календарю, но после того как выходные в религиозные праздники были отменены, большинство рождественских обычаев (ёлка, подарки) перешло на празднование Нового года.
Вновь день Рождества Христова стал выходным в 1991 году: в декабре 1990 года Верховный Совет РСФСР издал постановление, объявляющее православный праздник Рождества нерабочим днём. Уже 7 января 1991 года было нерабочим. Однако в некоторых республиках РСФСР, например в Татарской АССР, это постановление было проигнорировано, и день был признан рабочим.
По федеральным каналам российского телевидения в ночь на Рождество транслируется торжественное богослужение (с 1992 года из Елоховского Богоявленского собора, с 2001 года из храма Христа Спасителя). Первая такая телетрансляция была организована по 1-му каналу Останкино и РТР.